# Orden de la Corona de Wurtemberg
La Orden de la Corona de Württemberg, también conocida como Orden de la Corona württemburguesa fue una orden de caballería de Wurtemberg.

## Historia

### Orden de San Huberto
Fue establecida por primera vez en 1702 por el duque Eberardo Luis como "Orden de San Huberto" (St. Hubertus Jagdorden). 

### Orden del Águila de Oro
En 1807 el rey Federico I rebautizó y renovó la Orden bajo el nombre de "Orden del Águila de Oro" (Ritterorden vom Goldenen Adler) volviéndola una condecoración de caballería y otorgándole nuevos estatutos -aunque dejándola bajo el patronazgo del santo original-. Su divisa era una cruz de ocho puntas esmaltada de rojo y orlada de dorado, con una corneta enquillada del mismo esmalte y puesta en diadema en los extremos bifurcados de cada uno de sus brazos. La cruz estaba angulada con cuatro águilas desplegadas de oro. Su centro cargado por ambos lados con un medallón de esmalte verde, orlado de oro, con un águila desplegada del mismo metal en el centro de su anverso y con el lema: "Virtutis amicitiæque foedus" (tratado del valor de la amistad). En su reverso, la cifra "F. R.".
| Placa de la Orden del Águila de Oro | Insignia de la Orden |

### Configuración definitiva
El 23 de septiembre de 1818 fue nuevamente reestructurada y re bautizada (al mismo tiempo que las órdenes civiles) por Guillermo I de Wurtemberg como "Orden de la Corona württemburguesa" u "Orden de la Corona de Württemberg" con (al menos inicialmente) 3 clases (Gran Cruz, Comendador y Caballero).  En 1918 la Orden cambió su lema a:  "Furchtlos und treu" (valiente y leal). Hasta 1913 los grados más altos estuvieron restringidos a la nobleza.
| Venera y listón de cuello | Banda y Venera de la Orden | Estrella y Venera de la Orden |

En orden descendiente, sus rangos eran:
1. Gran cruz para soberanos / Großkreuz für Souveräne
2. Gran cruz / Großkreuz
3. Comendador con estrella / Komtur mit Stern (desde 1889)
4. Comendador / Komtur
5. Cruz de honor / Ehrenkreuz  (Steckkreuz desde 1892)
6. Caballero / Ritter (desde 1892 con leones dorados y, desde 1864 también con una corona, como honor especial)
7. Medalla de Oro al Mérito / Goldene Verdienstmedaille (medalla de servicio)
8. Medalla de Plata al Mérito / Silberne Verdienstmedaille (abolida en 1892)

## Insignia

### Cruz
La cruz de la orden era una cruz maltesa esmaltada de blanco con leones de oro en sus cuatro ángulos. Los leones fueron agregados como estándares para las clases de Gran cruz y Comendador, pero en las cruces de Caballero estaban presentes sólo como un honor especial. En el brazo superior, una corona dorada estaba asegurada mediante dos bandas de oro, de las que -exceptuando en la cruz de honor en la que estaba fija- la cruz colgaba. El medallón en su anverso era dorado y rodeado de una faja azul en su circunferencia con la divisa, y en el medio la inicial dorada y coronada del rey Federico I. En el reverso una corona dorada, sobre fondo rojo. Todos los grados fueron galardonados desde 1866 con espadas. Con los cambios de 1890, las espadas eran sólo concedidas en premios de una de las clases o grados más altos. Desde 1892 los grados más bajos (1870-1886 caballero de 2ª clase, después de aquel honor) también tuvo los honores especiales de león dorado (y desde 1864) león añadidos..

### Placas
La Gran cruz era una estrella de plata de 8 puntas en cuyo medio había una cruz reducida en un medallón con el motto circundando el centro.  Los soberanos recibieron la estrella en oro. Los comendadores (desde 1889 sólo los Comendadores con estrella) tenían una estrella de plata de 4 puntas cuyos rayos surgían de los ángulos formados por los brazos de la cruz.

### Cintas
Las cintas eran de color carmín con líneas negras paralelas a su borde y limíte otra vez color carmín.  Los miembros de casas reinantes recibían la insignia de Gran cruz con un banda escarlata.

## Premios
Muchas condecoraciones de esta Orden fueron otorgadas en la Primera Guerra Mundial los números fueron:
- Medalla de Oro al Mérito: 141
- Cruz de caballero con espadas: en total cerca de 350
- Cruz de caballero con espadas y leones: 80
- Cruz de honor con espadas: cerca de 160
- Comendador con espadas: 75
- Comendador con estrella y espadas: 6
- Gran cruz con espadas: 6

Como un caso extraordinario, la gran cruz "en Brillanten"  (en diamantes) fue concedida al Reichskanzler Otto von Bismarck en 1871.